# Critarchia

La Sardegna giudicale è un esempio di critarchia (o critocrazia).

La critarchia, chiamata anche critocrazia, era il sistema di governo dei giudici biblici (ebraico: שופטים, shoftim) nell'antico Israele, iniziato da Mosè secondo il Libro dell'Esodo, prima dell'istituzione di una monarchia unita sotto Saul.
Il sistema politico venne messo in atto almeno due volte nel corso della storia, nel periodo ebraico relativo all'epoca del Libro dei Giudici tradizionalmente riferito al 1150-1050 a.C., e nella Somalia preislamica, il cui sistema giuridico tradizionale era denominato Xeer.
Il termine è menzionato nel Webster's Unabridged Dictionary, nell'Oxford English Dictionary e nell'American Collegiate Dictionary. Secondo le sue radici etimologiche, la critarchia è un sistema politico in cui la giustizia è il fine dominante o la causa primaria.

## Etimologia e significato
Il termine critarchia deriva dal greco κριτής, kritès (giudice) e ἄρχω, árkhō (governare o comandare) e significa "governo dei giudici"; l'uso colloquiale del termine si è espanso per coprire i governi dei giudici anche in senso moderno. Per contrastare tale uso da parte dei giudici moderni per descrivere la forma di governo della Costituzione della Repubblica del Sudafrica del 1996, il giudice Albie Sachs ha coniato il termine «dikastocrazia» derivante da δικαστής, dikastḗs ("giudice"), rifiutando anche il neologismo giuristocrazia per essere una mescolanza di latino e greco.
Sinonimo del termine critarchia è il termine critocrazia, dal greco κριτής, kritès (giudice) e kratos (potere) cioè "potere dei giudici".

## Opinioni eterodosse
A parere dell'antropologo libertarian Spencer Heath McCallum, la critarchia rappresenta il governo delle società senza stato, spiegando che i governi tribali somali erano costituiti da corti e da polizia part-time.